# Kindred (film)
Kindred è un film del 2020 co-scritto e diretto da Joe Marcantonio.

## Trama
Dopo aver saputo della morte improvvisa del fidanzato Ben in un incidente, Charlotte sviene e quando si risveglia si trova nella tenuta della famiglia del compagno. La donna, che è incinta, accetta l'aiuto e l'ospitalità di Margaret e Thomas, rispettivamente la madre e il fratellastro di Ben, fino alla nascita del bambino, ma con il passare dei giorni comincia a sospettare che le intenzioni dei padroni di casa siano più sinistre.

## Promozione
Il primo trailer del film è stato pubblicato il 9 agosto 2021.

## Distribuzione
Il film ha avuto la sua prima al Montclair Film Festival il 21 ottobre 2020.